# ナザール・ナシロフ
ナザール・ナシロフ（Nazar Nasirov, 1991年10月12日 - ）は、ロシア出身の空手家である。新極真会ロシア支部所属。

## 概要
2015年に行われた第11回世界大会で6位入賞を果たし、技能賞を獲得した。2017年に行われた第6回全世界ウエイト制大会では、準優勝を果たし、2年後の第12回世界大会では、五回戦でイリヤ・ヤコブレフに敗れ、二大会連続での入賞とはならなかったが、三回戦で後迫龍輝から上段膝蹴り、四回戦で亀山真から上段前蹴りでダウンを奪ったことが評価され、二大会連続の技能賞を獲得した。

## 選手としての特徴
- これまで無差別級の大会は重量級の選手に体格差で押される場面もあったが、実戦経験を積むことで克服しつつある。
- スピードと技のキレは世界トップクラスに達しており、変幻自在の足技と型にはまらない戦術で相手を翻弄する。

## 実績
- 全世界空手道選手権大会
  - 第11回全世界空手道選手権大会 第6位・技能賞
  - 第12回全世界空手道選手権大会 技能賞

- 全世界ウエイト制大会
  - 第6回全世界ウエイト制大会 軽重量級 準優勝